# Gerhard Behrendt

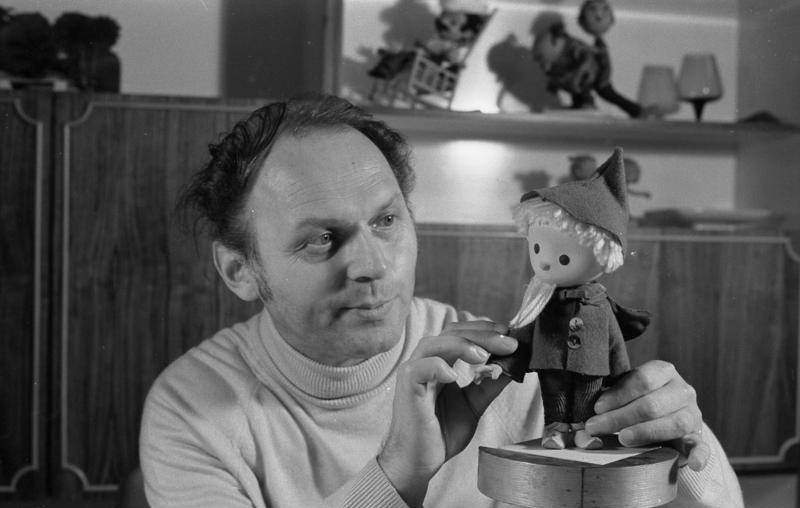
Gerhard Behrendt mit Sandmännchen (1979)

Gerhard Behrendt (* 3. April 1929 in Caputh bei Potsdam; † 26. September 2006 in Berlin) war ein deutscher Regisseur, Puppengestalter und Erfinder des Sandmännchens des Deutschen Fernsehfunks Berlin.

## Leben

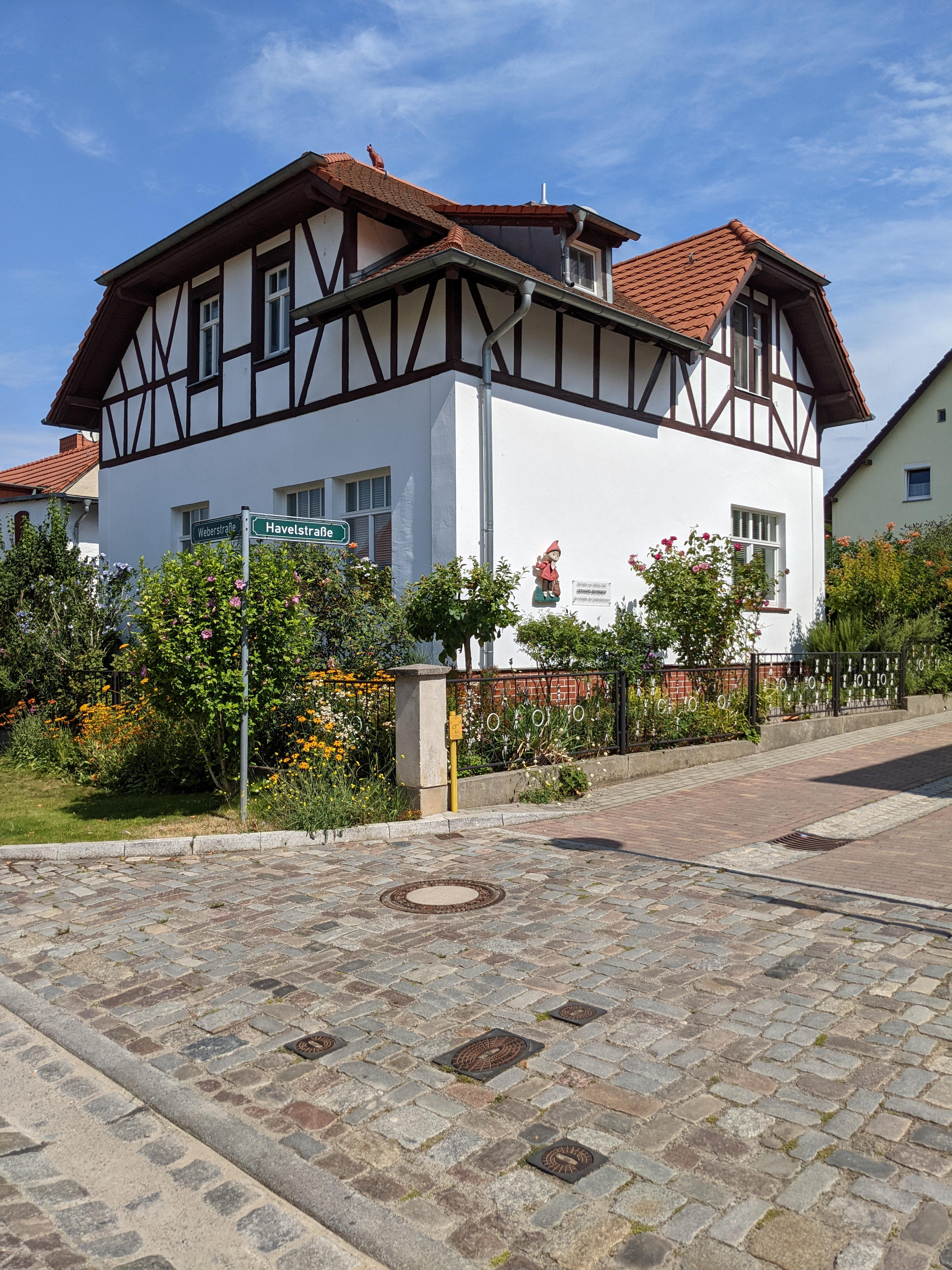
Geburtshaus von Gerhard Behrendt in Caputh

Im Jahr 1943 begann Behrendt eine Lehre als Theatermaler beim Preußischen Staatstheater Berlin. Er wurde dann zur Wehrmacht eingezogen und nahm am Zweiten Weltkrieg teil. Nach der Entlassung aus der Kriegsgefangenschaft setzte er die Lehre im Malsaal der Deutschen Staatsoper Berlin fort. Er war in dieser Zeit auch als Schauspieler und Kabarettist tätig. 1946 arbeitete er im Atelier des Filmarchitekten Walter Röhrig sowie als Karikaturist. 1948 war er Theatermaler am Hans Otto Theater in Potsdam. Nach einem Studium an der Meisterschule für das Kunsthandwerk in Berlin-Charlottenburg war er von 1950 bis 1951 Leiter des Malsaals und Bühnenbildner am Hans-Otto-Theater. Dort stattete er unter anderem Der Diener zweier Herren und Don Carlos aus.
Über die Stationen als Puppengestalter und Animator beim DEFA-Studio Babelsberg (1953) und beim DEFA-Studio für Trickfilme in Dresden (1955) kam er 1956 zum Deutschen Fernsehfunk und wurde dort Regisseur und Puppengestalter für satirische Zeichen- und Puppentrickfilme. 1958 wurde er mit der Gründung des Puppenstudios betraut.
1959 schuf er innerhalb von 14 Tagen die Figur, die ihn bis heute berühmt macht – das Sandmännchen. Gleichzeitig war er Autor, Regisseur, Szenenbildner und Animator für die Sendungen Unser Sandmännchen. Im Laufe der Jahre schuf er weitere Figuren: Professor Köpfchen, Paul und Stine (Berliner Gören), das Urvieh, Titelfigur der Abendgrußserie Plumps und das Messemännchen der Leipziger Messe. 1977 zeichnete ihn der Kurier Polski auf Vorschlag polnischer Kinder mit dem Orden des Lächelns aus, die für ihn originellste Ehrung.
Gerhard Behrendt war bis zur Abwicklung des Fernsehens der DDR bzw. des DFF in seinem Trickfilmstudio und anschließend im Ruhestand als freischaffender Regisseur und Puppengestalter tätig.
Am 9. Februar 2005 erhielt er das Bundesverdienstkreuz am Bande. Überreicht wurde es ihm im April 2005 durch Klaus Wowereit. Somit gehört er zu den wenigen Menschen, die sowohl mit dem Bundesverdienstkreuz als auch dem Nationalpreis der DDR ausgezeichnet worden sind.
Die Bezirksverordnetenversammlung Marzahn-Hellersdorf beschloss im September 2019, Gerhard Behrendt durch eine Benennung einer Straße, eines Weges oder eines Platzes in Marzahn-Hellersdorf zu ehren. [veraltet]
Behrendt starb nach langer schwerer Krankheit.

## Video
- Gerhard Behrendt (Regie): Wo wohnt der Sandmann? Mit einem Abenteuer von Plumps, Folge 3. In: Unser Sandmännchen, Folge 1–3. Karussell-Musik-und-Video-GmbH / Pocket-Money-Video, Hamburg 1995 (VHS-Videokassette, 50 Minuten).
- Gerhard Behrendt (Regie): Unser Sandmännchen. Traumbox. Sony Music Entertainment, München 2008 (174 Minuten, 3 DVDs). und zahlreiche andere DVD-Folgen